# Ophthalmitis exemptaria
Ophthalmitis exemptaria là một loài bướm đêm trong họ Geometridae.